# 7075 Sadovnichij
7075 Sadovnichij è un asteroide della fascia principale. Scoperto nel 1979, presenta un'orbita caratterizzata da un semiasse maggiore pari a 2,6762790 UA e da un'eccentricità di 0,1760980, inclinata di 12,56316° rispetto all'eclittica.